# 亚历山大·舒姆斯基
亚历山大·舒姆斯基（烏克蘭語： 1890年12月2日—1946年9月18日）乌克兰共产主义者，乌克兰民族共产主义运动和斗争派的领导人，积极支持乌克兰化政策，曾担任乌克兰教育人民委员会委员，乌克兰驻波兰大使。1946年，被内务人民委员会处决。